# Richard Caton Woodville

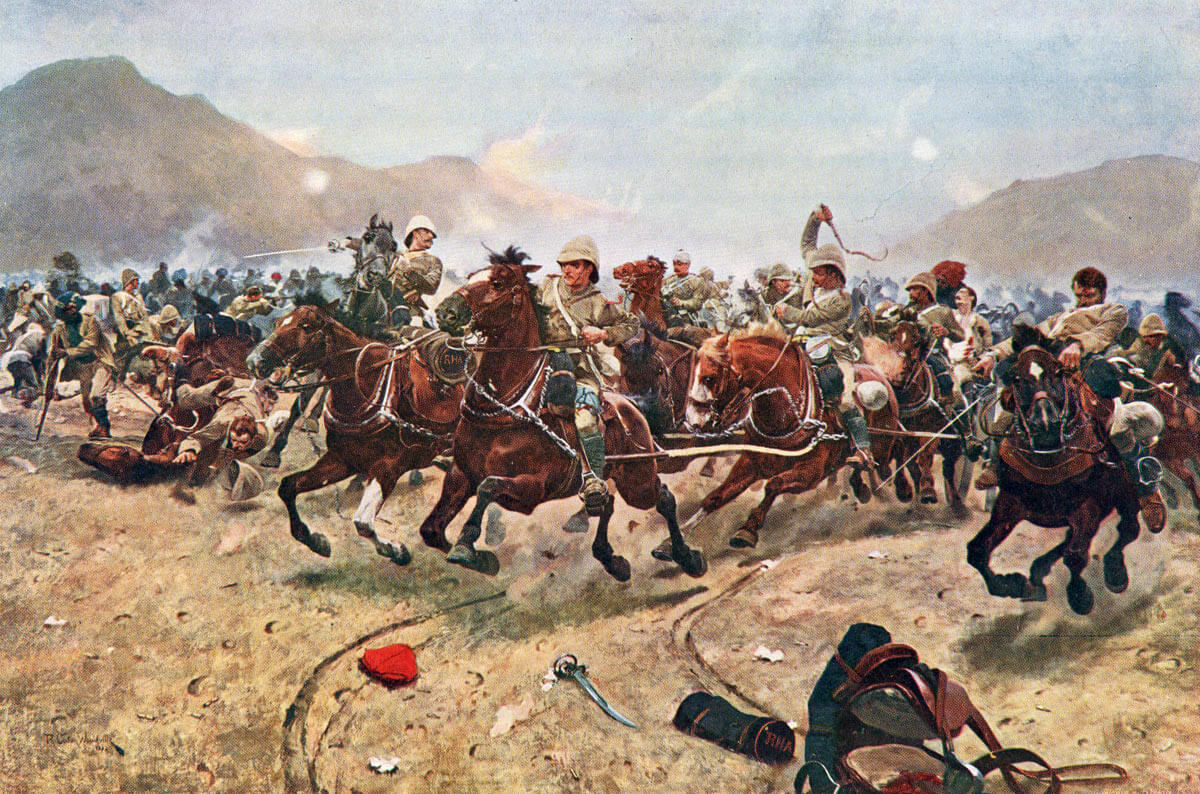
"Maiwand: Saving the Guns" (Artilleria reial a cavall fugint de l'atac afganès a la batalla de Maiwand (pintada el 1883).

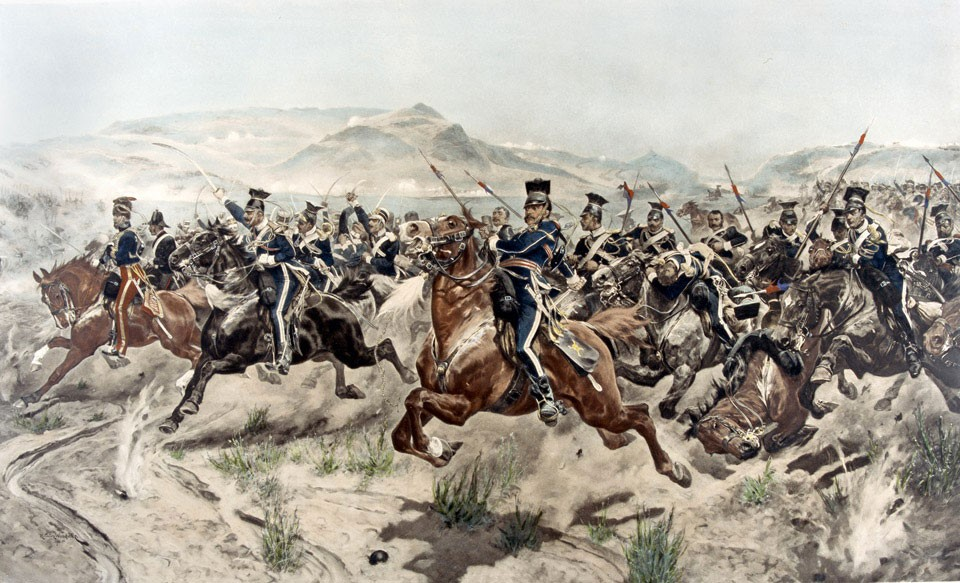
" Càrrega de la Brigada Lleugera " (a la Guerra de Crimea) (pintada el 1894)

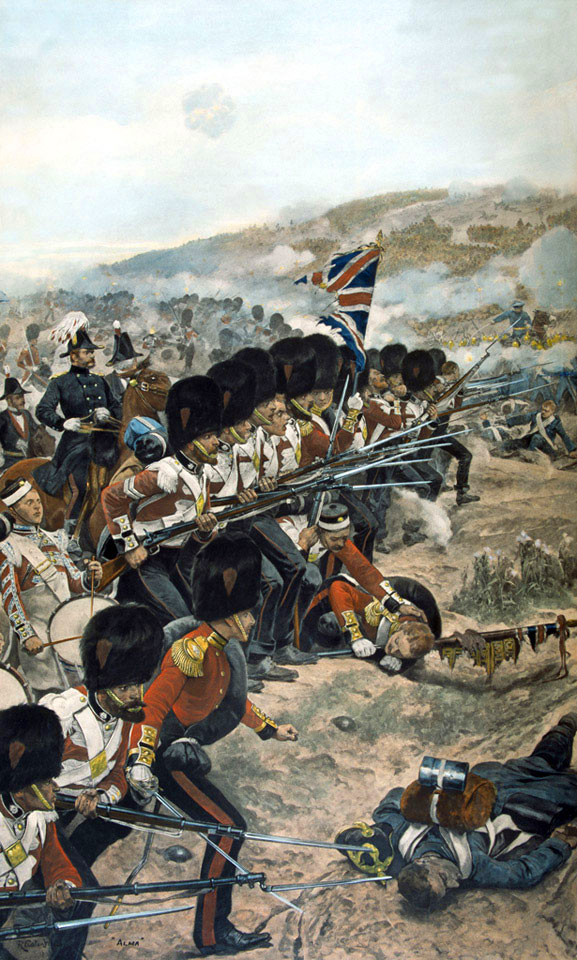
"Asalto del Gran Reducte al riu Alma " (Batalla d'Alma a la Guerra de Crimea) (pintat el 1896)

Richard Caton Woodville   (Londres, 7 de gener de 1856 - Londres, 17 d'agost de 1927) va ser un artista i il·lustrador anglès, conegut sobretot per ser un dels pintors més prolífics i efectius d'escenes de batalla a finals del segle XIX i principis del XX.

## Biografia
Fill de Richard Caton Woodville Sr., un nord-americà que també era un artista talentós, Woodville va estudiar a l'escola de pintura de Düsseldorf amb l'artista militar prussià Wilhelm Camphausen, i després Eduard von Gebhardt, abans d'estudiar breument a Rússia i després a París amb Jean. - Léon Gérôme. Woodville va passar la major part de la seva carrera treballant a l'The Illustrated London News, on ràpidament va desenvolupar una reputació com a reporter i escriptor amb talent, però també va ser publicat a Cornhill Magazine, Strand Magazine i The Tatler.
Richard Caton Woodville va experimentar la batalla de primera mà quan va ser enviat per Illustrated London News per informar sobre la guerra russo-turca (1877–1878), i després de nou a la guerra anglo-egipcia de 1882, on va fer nombrosos esbossos al desembre. 1882, i també va obtenir fotografies de les trinxeres de Tel-e-Kebir per al seu amic i co-artista Alphonse-Marie-Adolphe de Neuville, que havia rebut l'encàrrec de pintar una escena de la batalla.
El 1879, Woodville's Before Leuthen, 3 de desembre de 1757 es va exposar a la Royal Academy. Va resultar popular, i després va començar a exposar-se regularment a Burlington House, on finalment es van mostrar 21 dels seus quadres de batalla. Les seves obres més populars van ser les que tractaven sobre guerres contemporànies, com la Segona Guerra Anglo-Afganesa, Candahar [sic] i Maiwand: Saving the Guns, (Walker Art Gallery), la Guerra Zulu i la Primera Guerra dels Bòers. Les seves obres d’Egipte es van exposar a la Fine Art Society el 1883, on la seva pintura The Moonlight Charge a Kassassin va resultar molt popular. L'any següent va exposar per Royal Command un altre quadre que havia fet de la guerra d'Egipte, titulat The Guards at Tel-e-Kebir (Col·lecció Reial). El 1896 va dissenyar el revers de la Medalla de la Companyia Britànica de Sud-àfrica.
Va continuar pintant escenes de batalla, i poques batalles o guerres que Gran Bretanya va lluitar durant la seva vida no van ser tocades per ell, incloses la Segona Guerra dels Bòers i la Primera Guerra Mundial. Malgrat el seu talent precoç per capturar els moments dramàtics de les batalles contemporànies, Woodville també va gaudir de recrear escenes històriques tant a l'oli com a l'aquarel·la. The Illustrated London News li va encarregar de completar una sèrie especial commemorativa que recreava les batalles britàniques més famoses de la història. Va representar The Charge of the Light Brigade (Palau Reial de Madrid) i The Charge of the 21st Lancers a Omdurman (Walker Art Gallery), la Batalla de Blenheim, la Batalla de Badajos i diverses imatges de la Batalla de Waterloo.
Durant la Primera Guerra Mundial, Woodville es va veure obligat a tornar a la representació dels esdeveniments actuals, i tres de les seves obres de la Gran Guerra es van mostrar a la Royal Academy. Aquests van ser The 2nd Batt. Manchester Regiment prenent sis canons a l'alba prop de St. Quentin, Entry of the 5th Lancers in Mons, i Halloween, 1914: Stand of the London Scottish on Messines Ridge (London Scottish Regiment Museum Trust) exposat l'any de la seva mort, 1927.
Durant la seva vida, Woodville va gaudir d'una gran popularitat i probablement va ser considerat el millor artista del seu gènere. Va escriure i pintar, i sovint va ser objecte d'articles de revistes i revistes. Tenia una profunda passió per l'exèrcit britànic i fins i tot s'havia unit a la Berkshire Yeomanry el 1879, romanent amb ells fins al 1914 quan es va unir a la Reserva Nacional com a capità.
Es va casar amb Annie Elizabeth Hill el 1877 i va tenir dos fills bessons, l'actor Anthony Caton Woodville i el pintor William Passenham Caton Woodville, el 1884. La seva dona el va demandar per divorci el 1892. Malgrat el seu èxit, Caton Woodville va patir problemes financers i es va declarar en fallida el 1905.

## Mort i llegat
El 17 d'agost de 1927, Woodville va ser trobat afusellat al seu estudi de St John's Wood; també es va trobar un revòlver. Una investigació va determinar que no tenia la ment correcta quan es va suïcidar. Caton Woodville va morir efectivament desvalgut i la seva tomba (núm. 10112 a la secció antiga del cementiri catòlic de St Mary, Kensal Green) no estava marcada en el moment de la seva mort. El setembre de 2013 es va col·locar a la tomba una làpida, encarregada pel seu besnét.
Richard Caton Woodville encara s'exposa al Museu Nacional de l'Exèrcit, a la Tate, a la Walker Art Gallery i a la Royal Academy.

## Pintures (per data)
- Before Leuthen, 3 desembre 1757 (1879 – Col·lecció privada)
- Turkish Reconnoitring Party in Balkans (Russo-Turkish War) (1878 – Col·lecció privada)
- Candahar: The 92nd Highlanders & 2nd Goorkhas storming Gaudi Mullah Sahabdad, (1881 – Col·lecció privada)
- Cruel To Be Kind, (1882 – National Army Museum)
- The Moonlight Charge at Kassassin (1883)
- Maiwand: Saving the Guns (1883 – Walker Art Gallery)
- In the Nick of Time, (1883 – Col·lecció privada)
- The Guards at Tel-e-Kebir (1885 – Royal Collection)
- The Late Commander Wyatt-Rawson, R.N., killed at Tel-el-Kebir, 13 setembre 1882, (1885 – Royal Naval College, Greenwich)
- Saladin's Cavalry Charging the Crusaders (1892 – Okehampton Town Hall)
- Napolean and His Marshals Watching a Battle (1892 – Okehampton Town Hall)
- A Cavalry Charge (1892 – Okehampton Town Hall)
- The Charge of the Light Brigade (1894 – Palacio Real de Madrid)
- Waterloo: The Old Guard, (Palacio Real de Madrid)
- The Storming of the Great Redoubt at the Battle of the Alma, (1896 – Coldstream Guards)
- The Relief of the Light Brigade, (1897 – National Army Museum)
- A Gentleman in Khaki, (1899, to promote the charitable efforts of The Absent-Minded Beggar)
- Life Guards charging at the Battle of Waterloo, (1899 – Col·lecció privada)
- Gordon's Memorial Service at His Ruined Palace in Khartoum, the Day after The Battle of Omdurman, (1899 – Royal Collection)
- The Dawn of Majuba, (1900 – The Royal Canadian Regiment Museum, London, Ontario)
- French Hussards fording a River, (1901 – Col·lecció privada)
- Lindlay: Whitsunday, 1900 (Church service on the veldt), (1901 – 5th Battalion, Royal Green Jackets, Oxford)
- All that was left of them, (1902 – 17th/21st Lancers Museum, Belvoir Castle)
- Scotland Yet! On to Victory (Scots Greys at Waterloo), (1904 – Royal Scots Dragoon Guards)
- At the Trumpet's Call (Marston Moor), (1904 – Col·lecció privada)
- General Wolfe Climbing the Heights of Abraham on the Morning of the Battle of Quebec, (1906 – Tate)
- The Returning Orderly, (1908 – Williamson Art Gallery, Birkenhead)
- Napoleon before Wagram, (1909 – Col·lecció privada)
- Sic Transit Gloria Mundi (Retreat from Moscow), (1911 – Col·lecció privada)
- Napoleon Crossing the Bridge to Lobau Island, (1912 – Tate)
- Poniatowski's Last Charge at Leipzig, (1912 – Tate)
- Napoleon conferring the Legion D'Honneur on a Russian General, 1804, (1912 – Col·lecció privada)
- Drawn Sabres: Napoleon's Guards at the Battle of Wagram, West Point
- A Narrow Shave! Dragoon in Napoleon's Army 1810 (Col·lecció privada)
- Marshal Ney at Eylau, (1913 – Tate)
- The First VC of the European War, (1914 – National Army Museum)
- The Last Call (Trumpeter falling at Charge of Light Brigade), (1915 – The Queen's Royal Hussars)
- The Piper of Loos, (King's Own Scottish Borderers Regimental Association)
- The Battle of the Somme, (1917 – Guards Museum)
- The 2nd Batt. Manchester Regiment taking six guns at dawn near St. Quentin, (1918 – Duke of Lancaster's Regiment)
- Entry of the 5th Lancers into Mons, (1919 – Queen's Royal Lancers)
- The Charge of the 9th Lancers at Moncel, 7 setembre 1914, (1921 – 9th Queen's Royal Lancers)
- Halloween, 1914: Stand of the London Scottish on Messines Ridge (1927 – London Scottish Regiment Museum Trust)

## Pintures (no militars)
- Ascending The Great Pyramid
- Tyrol – Turning The Great Corner
- Burma – Minister of State With Attendants
- Bull-Fighting
- Trades – Estate Agent 'Sold'
- Fishing For Bass on the South Coast of England
- London – Hyde Park in the Row
- Lost Their Way

## Galeria

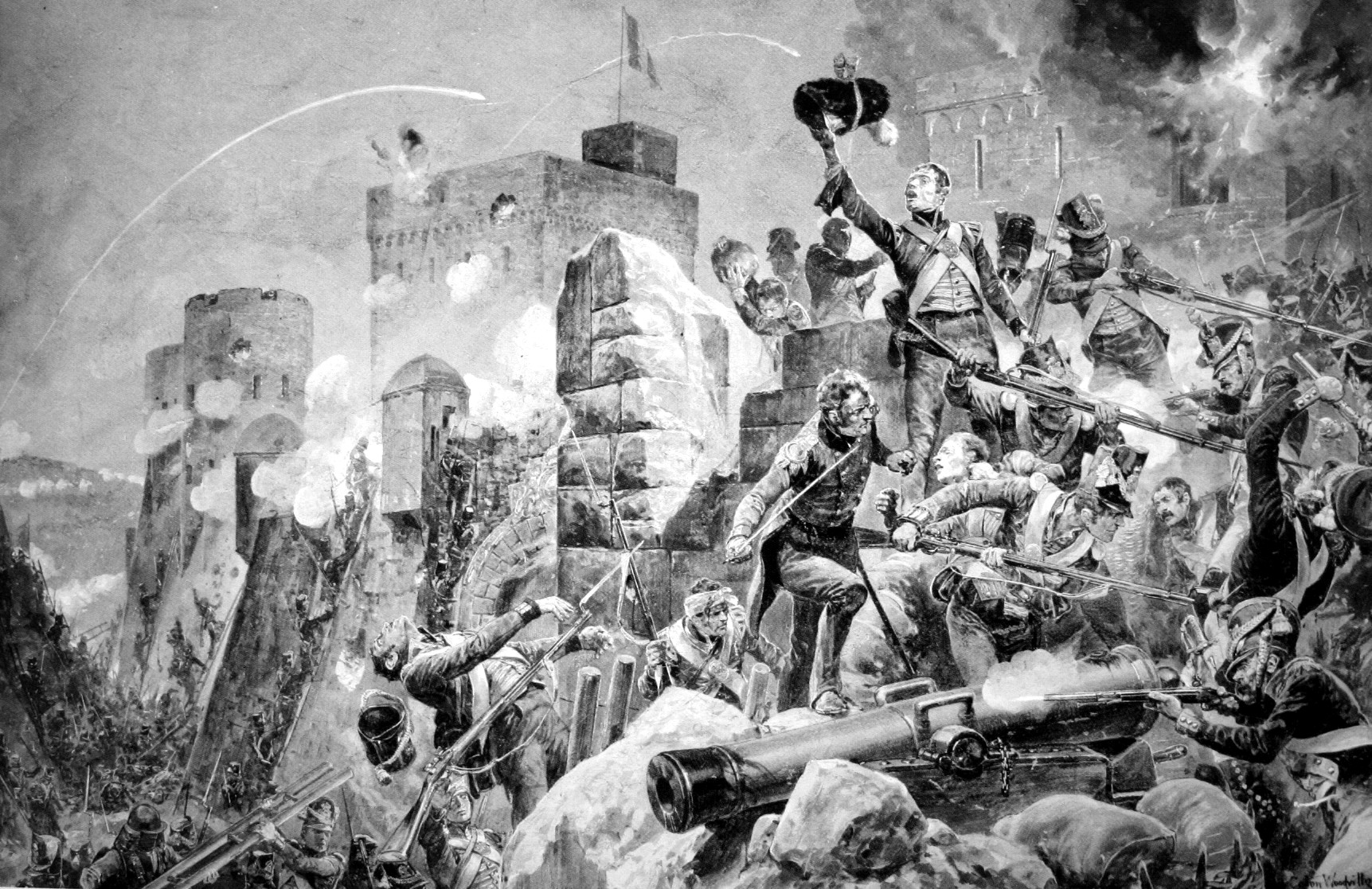
88è Regiment "El diable" al setge de Badajoz"
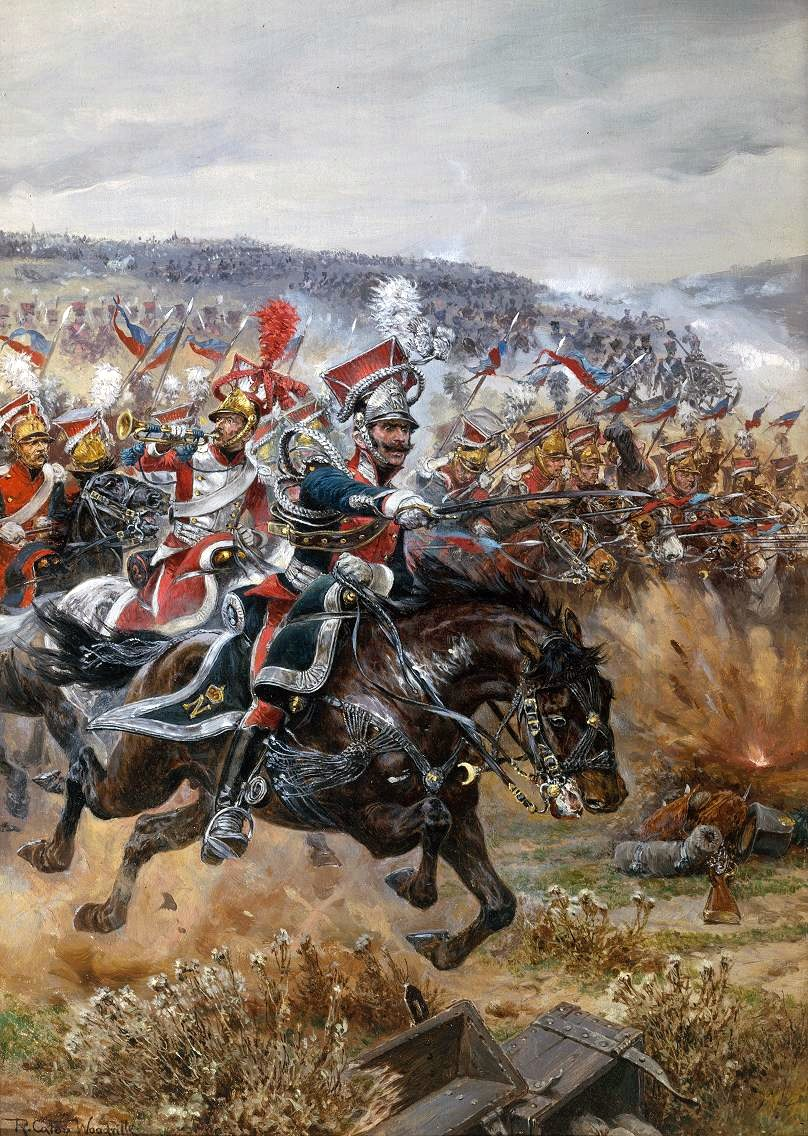
"L'últim càrrec de Poniatowski a Leipzig"
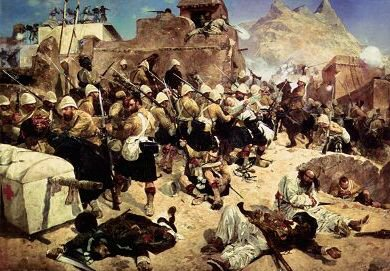
"Candahar: els 92nd Highlanders i 2n Goorkhas assaltant Gaudi Mullah Sahabdad"
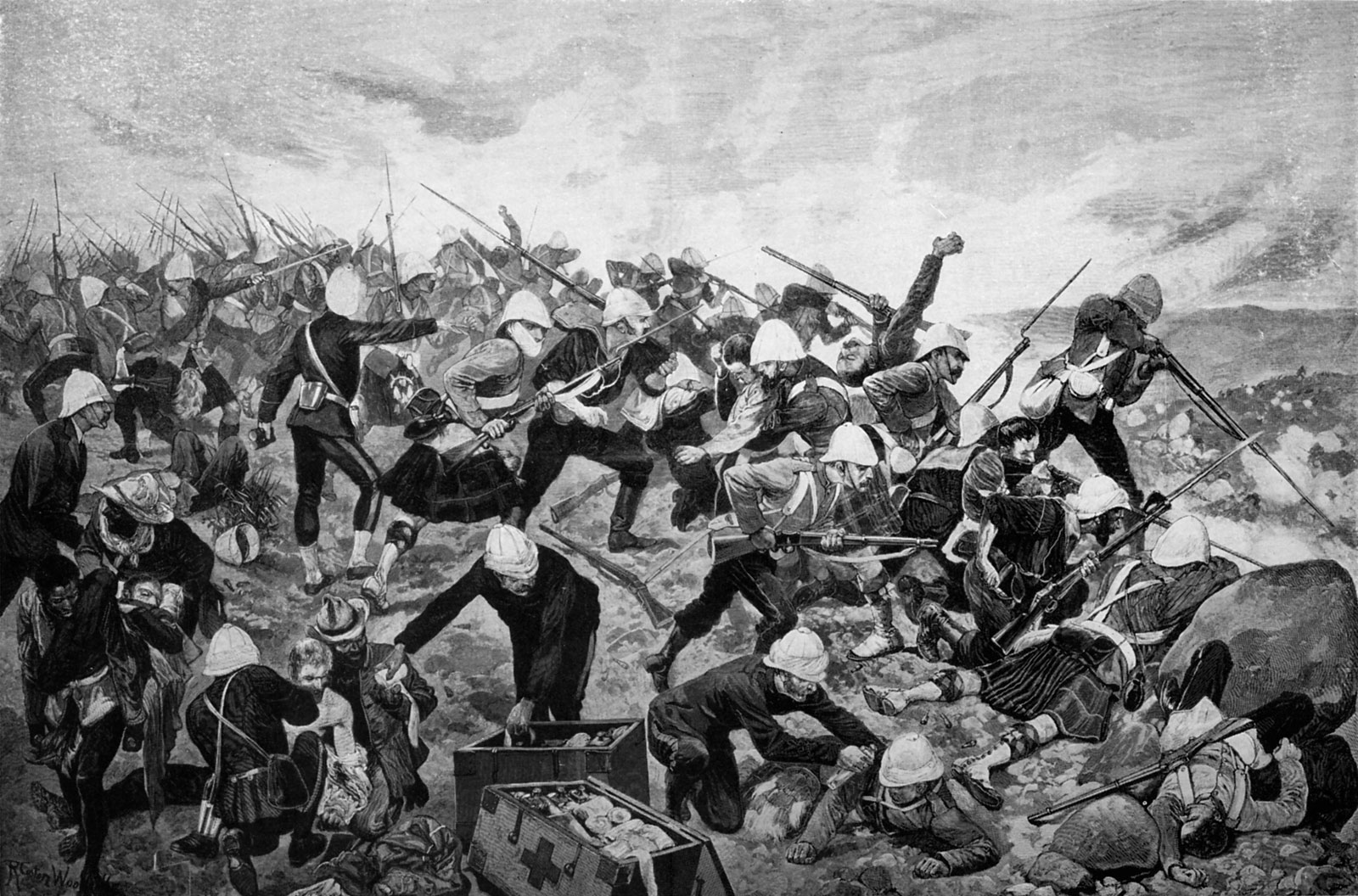
La batalla de Majuba" dibuixada per a Illustrated London News
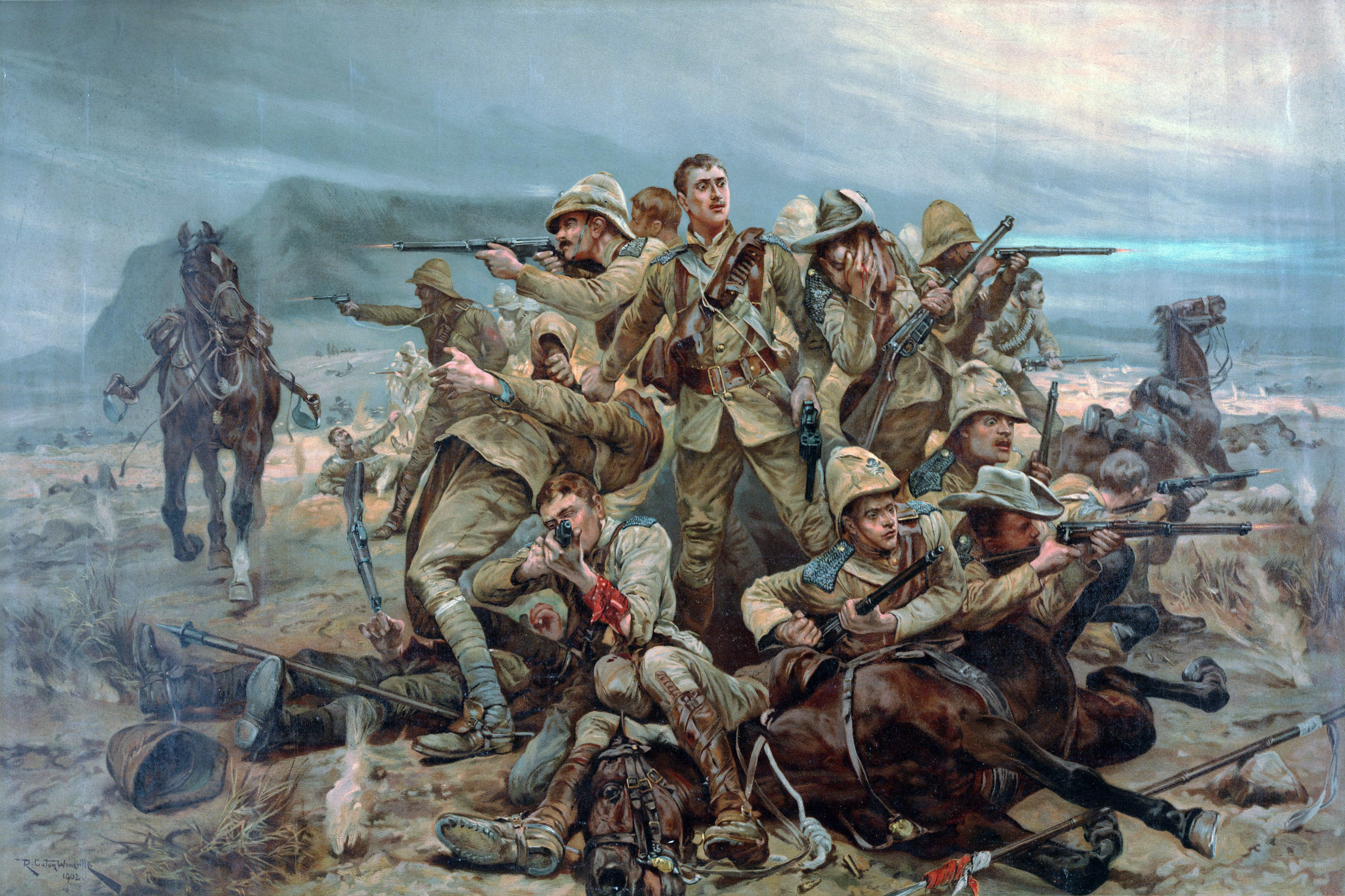
"Tot el que va quedar d'ells"
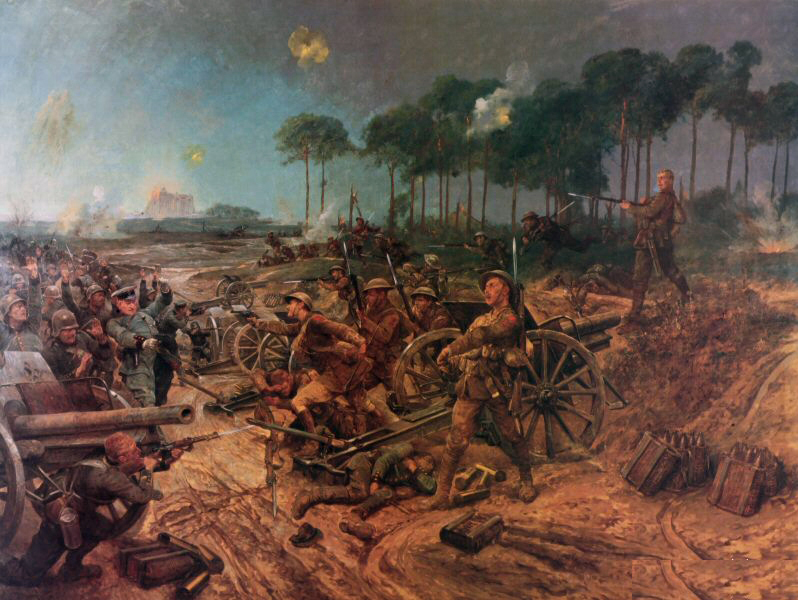
"El 2n Regiment de Manchester agafant sis canons a l'alba a prop de St. Quentin"
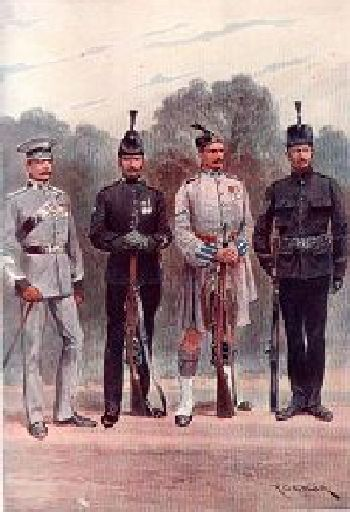
"Batallons del regiment de Londres"
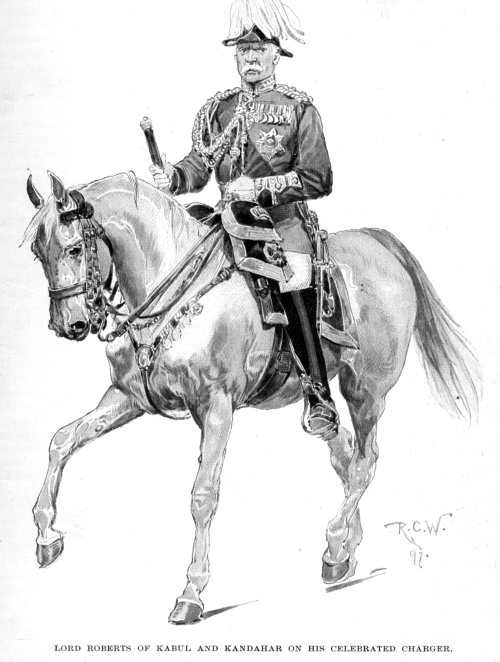
"Lord Roberts de Kabul i Kandahar"
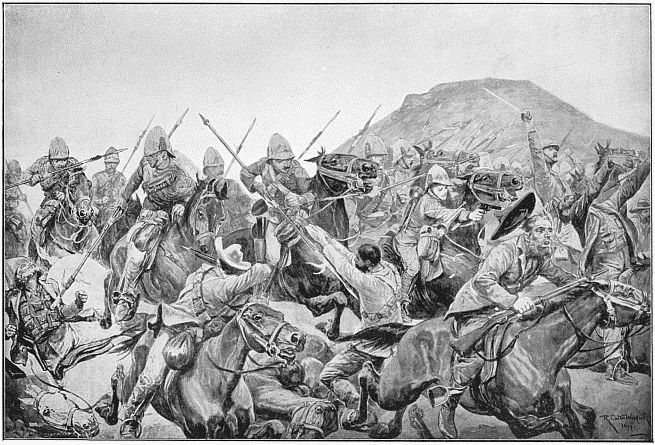
"Carrega dels 5è Llancers a Elandslaagte"
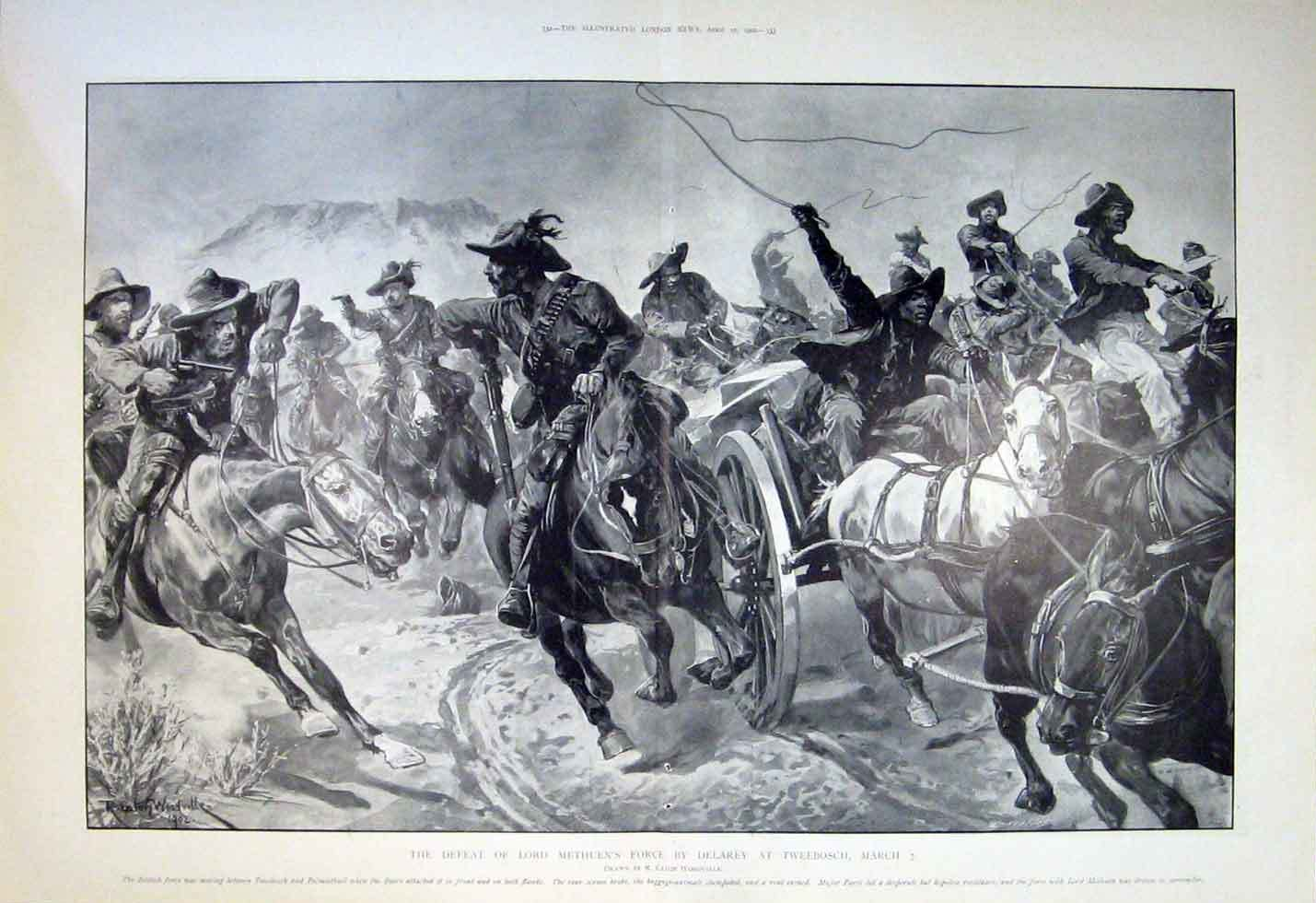
"La derrota de la força de Lord Methuen per part de De la Rey a Tweebosch, 7 de març de 1902"
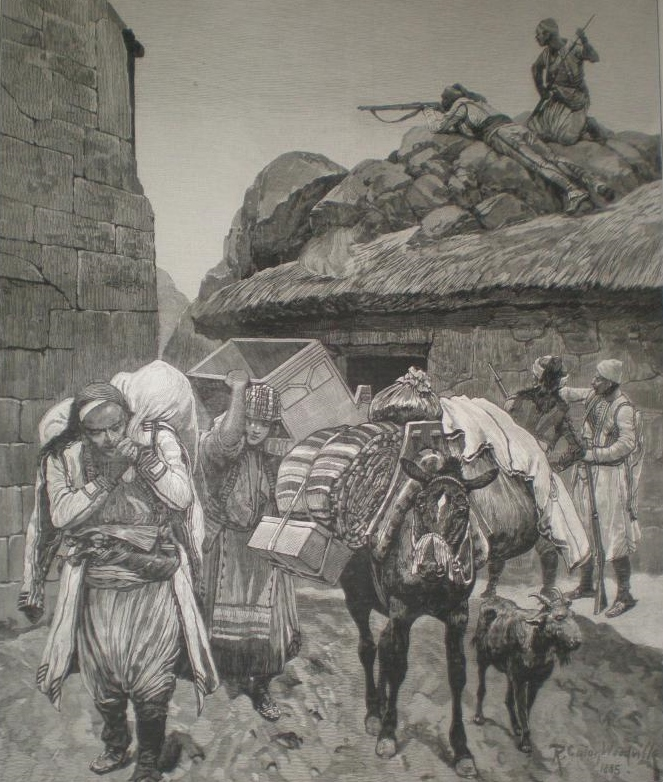
Refugiats turcs d'Eastern Rumelia el 1885 dibuixats per a The Illustrated London News